# Anisia fulvipennis
Anisia fulvipennis är en tvåvingeart som beskrevs av Wulp 1890. Anisia fulvipennis ingår i släktet Anisia och familjen parasitflugor. Inga underarter finns listade i Catalogue of Life.